# Ambrozie (Munteanu)
Ambrozie (světským jménem: Vitalie Petru Munteanu; * 25. října 1973, Taxobeni) je moldavský duchovní Ruské pravoslavné církve, biskup bogorodský a vikář Patriarchálního exarchy Západní Evropy.

## Život
Narodil se 25. října 1973 ve vesnici Taxobeni v okrese Făleşti.
Roku 1990 dokončil střední školu a nastoupil na fakultu žurnalistiky Moldavské státní univerzity. V listopadu stejného roku přešel na Novo-Ňamecký duchovní seminář. Dne 6. března 1991 byl přijat do monastýru Noul Neamț v Chițcani. V letech 1992–1995 působil jako vedoucí kanceláře Benderského eparchiálního úřadu. Dne 8. dubna 1993 byl v chrámu Zesnutí přesvaté Bohorodice monastýru Noul Neamț postřižen na monacha.
Dne 2. května 1994 byl biskupem benderským Vikentijem (Morarem) rukopoložen na hierodiakona. Stejného roku dokončil Kišiněvský duchovní seminář (dříve Novo-Ňamecký) a začal zde přednášet liturgiku a pravoslavnou askezi. Dne 16. ledna 1995 mu bylo uděleno právo nosit dvojitý orarion.
Dne 28. prosince 1996 byl potvrzen ve funkci prorektora učební části semináře a od 12. března 1997 byl ustanoven inspektorem semináře.
Dne 28. listopadu 1996 byl v chrámu Nanebevstoupení Páně monastýru Noul Neamț metropolitou kišiněvským a celého Moldavska Vladimirem (Cantareanem) rukopoložen na jeromonacha s právem nosit nabedrenik. Dne 12. června 1997 mu bylo uděleno právo nosit náprsní kříž.
Dne 28. listopadu 1997 byl povýšen na igumena.
V letech 1996–1999 studoval dálkově na Moskevské duchovní akademii.
V listopadu 1998 byl převeden do kléru eparchie Edineţ a byl jmenován sekretářem eparchie. Dne 18. ledna 1999 mu bylo uděleno právo nosit epigonation a náprsní kříž s ozdobami.
V letech 1998–2002 byl rektorem Edineţského teologického lycea a duchovní administrátor sester milosrdenství.
Dne 16. dubna 2000 byl povýšen na archimandritu s právem sloužit božskou liturgii s otevřenými carskými vraty. O dva roky později byl převeden do kléru kišiněvské eparchie a jmenován představeným monastýru Frumoasa.
V letech 2002–2007 byl sekretářem synodního oddělení pro záležitosti monastýrů Moldavské pravoslavné církve a prorektorem školy žalmistů při monastýru Hîrbovăț. Roku 2004 dokončil dálkové studium na Kyjevské duchovní akademii. Dne 23. listopadu 2004 mu bylo uděleno právo nosit igumenské žezlo.
Roku 2007 dokončil studium na fakultě historie a mezinárodních vztahů Svobodné mezinárodní univerzity Moldavska. Zde získal titul magistra historických věd.
Roku 2007 se stal ředitelem ikonopisecké třídy Kišiněvského duchovního semináře.
Roku 2011 dokončil doktorandské studium na Svobodné mezinárodní univerzitě a poté absolvoval dva roky studia na fakultě vnějších církevních vztahů [[Celocírkevní postgraduální a doktorské studium apoštolů rovných Cyrila a Metoděje|Celocírkevního postgraduálního a doktorského studia apoštolům rovných Cyrila a Metoděje]] v Moskvě.
Dne 24. března 2011 byl biskupem unghenským a nisporenským Petrem (Musteațou) jmenován představeným monastýru Hîrjăuca. Současně působil jako rektor Unghenského duchovního učiliště, předseda eparchiálního oddělení pro záležitosti monastýrů, člen eparchiální rady a církevního soudu eparchie. V srpnu 2011 byl ustanoven sekretářem synodní komise pro kanonizaci svatých Moldavské pravoslavné církve.
Dne 27. prosince 2011 jej Svatý synod zvolil biskupem něftěkamským a bělebejevským. Dne 24. února 2012 byl oficiálně jmenován biskupem a 4. března 2012 proběhla v chrámu Krista Spasitele v Moskvě jeho biskupská chirotonie. Světiteli byli patriarcha moskevský Kirill, metropolita krutický a kolomenský Juvenalij (Pojarkov), metropolita taškentský a uzbekistánský Vikentij (Morar), metropolita saranský a mordovský Varsonofij (Sudakov), metropolita volokolamský Ilarion (Alfejev), metropolita ufský a stěrlitamakský Nikon (Vasjukov), arcibiskup istrijský Arsenij (Jepifanov), arcibiskup verejský Jevgenij (Rešetnikov), arcibiskup sergijevo-posadský Feognost (Guzikov), biskup Nikon (Mironov), biskup vidnovský Tichon (Nědosekin), biskup dmitrovský Feofilakt (Moisejev), biskup turovský a mozyrský Stefan (Neščeret), biskup bronnický Ignatij (Punin), biskup unghenský a nisporenský Petru (Musteață), biskup serpuchovský Roman (Gavrilov), biskup solněčnogorský Sergij (Čašin), biskup podolský Tichon (Zajcev), biskup edineţský a bricenský Nicodim (Vulpe), biskup voskresenský Savva (Michejev), biskup birský Nikolaj (Subbotin), biskup orský a gajský Irineu (Tafunea), biskup balašichinský Nikolaj (Pogrebňak), arcibiskup filippopolský Nifon (Sajkali) (Pravoslavný patriarchát antiochijský) a biskup moravičský Antonije (Pantelič) (Srbská pravoslavná církev).
Dne 4. října 2012 mu byl Svatým synodem změněn titul na něftěkamský a birský a současně byl potvrzen jako představený monastýru svatého proroka Eliáše ve vesnici Mesjagutovo.
Dne 29. července 2017 mu byl v souvislosti se zřízením birské eparchie změněn titul na něftěkamský a okťabrský.
Dne 30. května 2019 byl Svatým synodem ustanoven biskupem bogorodským a vikářem Patriarchálního exarchy Západní Evropy. Byla mu určena duchovní péče o moldavské věřící v Itálii.